# 聖安德魯斯大學 (北卡羅來納州)
聖安德魯斯大學（英語：St. Andrews University）是位於美國北卡羅萊納州勞林堡的一所四年制私立大學。1896年成立的芙羅拉麥當勞大學紅春天分校(Flora MacDonald College in Red Springs)與1928年成立的皮畢堤里恩學院麥可斯頓分校（Presbyterian Junior College in Maxton）在1960年合併的成為安德魯斯皮畢堤里恩學院，1961年開校。2011年將校名改變成為現在的聖安德魯斯大學。2025年4月25日，該校在官方網站宣佈倒閉。

## 校園
聖安德魯斯大學最開始的校區在美國北卡羅萊納州的勞林堡。

### 勞林堡(主校區)

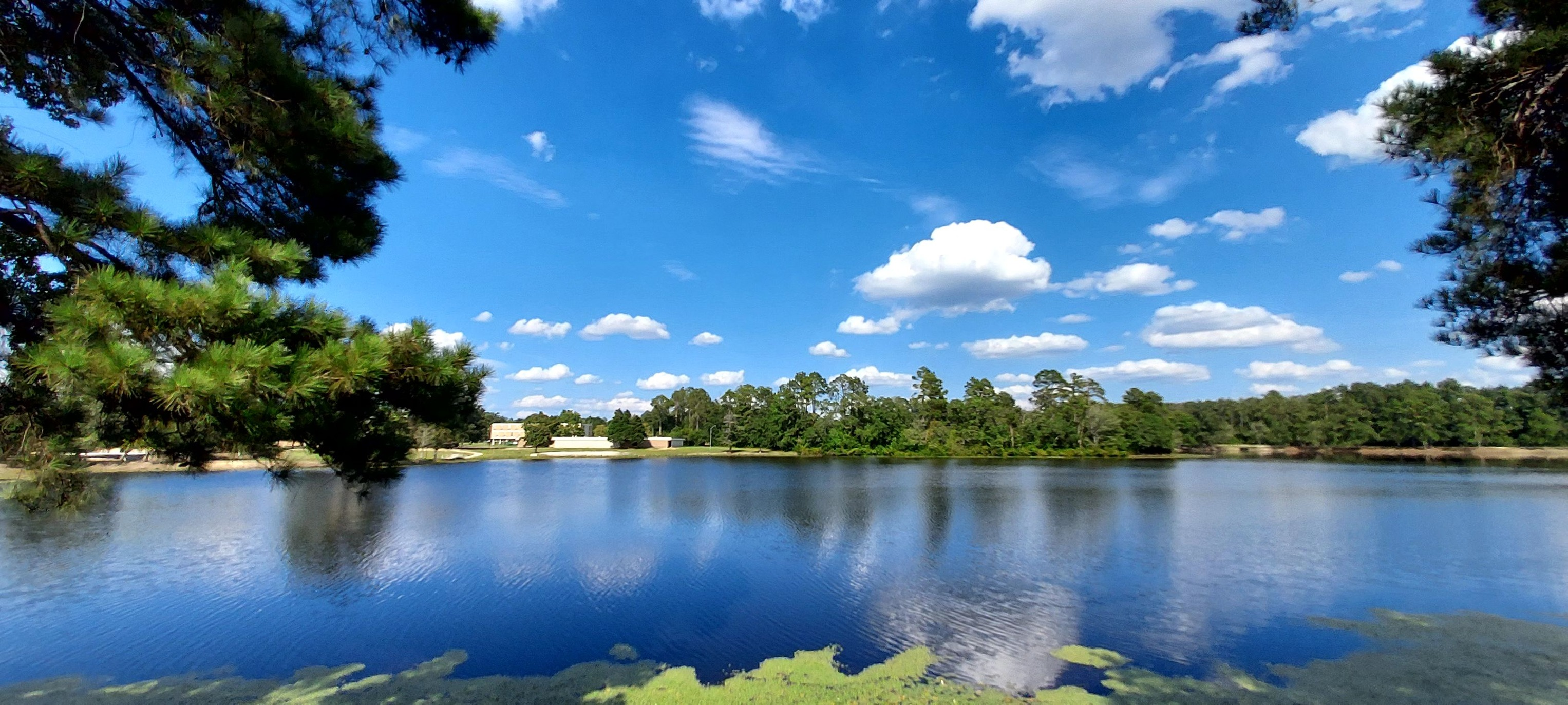
聖安德魯斯大學

主校區位於勞林堡鎮的南方，有一個湖在該校區校園的中央。

## 學術
- 根據美國新聞與世界報導，聖安德魯斯大學 (北卡羅來納州)在美國區域性大學南部排名在88～97名之間[6]。

## 資料來源
1. ↑  U.S.Department of Education
2. ↑  NCES
3. ↑  2025 American Council on Education
4. ↑  North Carolina Department of Natural and Cultural Resources
5. ↑  St. Andrews University to Cease Operations — A Heartbreaking Goodbye
6. ↑  U.S.News St. Andrews University Rankings

## 外部連結
- 聖安德魯斯大學官方網站